# 光形態形成
光形態形成（ひかりけいたいけいせい、英: Photomorphogenesis）は、植物の光応答の一種である。光によって植物の生長や分化などの形態を制御するものを指す。高等植物では、光受容体の一種であるフィトクロムを介するタイプ、（紫外-）青色受容体を介するタイプが知られている。青色光反応（青色光応答、紫外-青色光反応、紫外-青色光応答）における光形態形成には、胚軸の伸長抑制、子葉展開、子葉開閉、色素生合成などが知られている。